# Frederick Douglas Underwood
Pour les articles homonymes, voir Underwood.
Frederick Douglas Underwood, né le 1er février 1849 à Wauwatosa et mort le 18 février 1942 à New York, est un homme d'affaires américain.
Il est président de l'Erie Railroad de 1901 à 1926 et directeur de Wells Fargo & Company.

## Biographie
Frederick Underwood est né en 1849 à Wauwatosa, dans le Wisconsin,. Il est le fils d'Enoch Downs Underwood et de Harriet Flint (Denny) Underwood. Il fréquente les écoles publiques de Wauwatosa et de la Wayland Academy, à Beaver Dam, dans le Wisconsin. En 1867, il entre au service du Chicago, Milwaukee & St. Paul Railroad, passant de commis et serre-frein à surintendant de division,,.
En 1875, il épouse Sara Virginia Smith, dont il a deux fils, Enoch William et Russell Sage Underwood. Ils divorcent en 1886 et, en 1893, il se marie à Alice Stafford Robbins. 
En 1886, il est nommé surintendant général du Minneapolis and Pacific Railway. Avant la fin de l'année, il est surintendant de la construction de son successeur, le Minneapolis, St. Paul and Sault Ste. Marie Railway (Soo Line). Peu après sa promotion au poste de directeur général, il supervise la construction de près de 2 100 kilomètres de ligne. Une grande rivalité oppose la Soo Line au Minneapolis, St. Paul and Sault Ste. Marie Railway de James J. Hill (en), mais Hill finit par respecter les compétences d'Underwood, et les deux dirigeants trouvent un compromis. 
Lorsque Hill devient un actionnaire majeur du Baltimore and Ohio Railroad, il obtient la nomination d'Underwood au poste de vice-président et directeur général en 1899,. Cependant, avec le contrôle du B&O par le Pennsylvania Railroad en perspective, Underwood accepte l'offre de John Pierpont Morgan de la présidence de l'Erie Railroad en mai 1901,.
Underwood préside l'Erie pendant 25 ans. Très impliqué dans le fonctionnement quotidien du chemin de fer, il est surnommé « FD » par les employés de l'Erie. Durant son mandat, il sait utiliser des ressources financières limitées pour reconstruire l'Erie, longtemps en difficulté, et en faire un chemin de fer de premier ordre, notamment pour le transport de marchandises. De 1920 à 1926, il a également présidé le comité exécutif. Plusieurs dirigeants qui ont travaillé sous ses ordres sont devenus célèbres, notamment Daniel Willard (en). Underwood prend sa retraite de l'Erie en 1926. 
Élu directeur de Wells Fargo & Company le 2 janvier 1902, Underwood siège au conseil d'administration jusqu'à ce que la société cesse ses opérations express en 1918. Il est nommé directeur général de Wells Fargo en mai 1910, mais quitte son poste en novembre de la même année.
Capitaine breveté, Underwood possède successivement trois yachts. Il est également l'un des premiers propriétaires d'automobiles. Il possédait deux fermes, l'une à Wauwatosa et l'autre à Farmington, dans le Minnesota ; il passait généralement ses étés dans cette dernière. 
Underwood prend sa retraite en tant que président de l'Erie Railroad le 31 décembre 1926. Il est mort d'une pneumonie à son domicile au 151 Central Park West, à New York, à l'âge de 93 ans, le 18 février 1942,,. 

## Hommage
Le cargo Ramapo, long de 340 pieds et pesant 3 045 tonnes, construit en 1896 à Buffalo, dans l'État de New York, a été rebaptisé FD Underwood par l'Erie Railroad en 1910. Bien que vendu à la Great Lakes Transit Corporation en 1916, le vapeur a continué à porter le nom d'Underwood jusqu'à sa vente à la ferraille en 1940,.